# Lago de Vernex
O Lago Vernex é um lago de barragem que foi construída no Rio Sarine em Rossinière no distrito de Pays-d'Enhaut, cantão de Vaud, Suíça.